# Tabarkin
Tabarkin (ligursko  tabarchin) je narečje ligurskega jezika, ki se govori na Sardiniji, Italija.
Govori se v ribiškem mestu Carloforte na otoku Sa Pietro in Calasetti na otoku  Sant'Antioco na otočju Sulcis, ki spada v provinco Južna Sardinija. 
Jezik je z zakonoma  za promocijo sardinskih jezikov in kulture  l.r. N.26/97 in  l.r. N.22/18 priznan kot lokalni jezik.
Carlofortski tabarkin je ohranil zelo malo arhaizmov in  zelo podoben sodobnemu genovskemu narečju.  Calasettski tabarkin ima v nasprotju z njim zelo veliko arhaizmov in je zelo podoben ligurščini 17. stoletja. V njem je čutiti tudi več sardinskega vpliva. Obe narečji imata sposojenke iz tunizijske arabščine in francoske izpeljanke.